# Siocon
Siocon ist eine philippinische Stadtgemeinde in der Provinz Zamboanga del Norte. Sie hat 46.907 Einwohner (Zensus 1. August 2015). Die Jose Rizal Memorial State University hat in Siocon einen Campus mit verschiedenen Fakultäten. Im gebirgigen Hinterland liegt das Naturschutzgebiet Siocon Resource Reserve.

## Baranggays
Siocon ist politisch in 26 Baranggays unterteilt.
- Andres Micubo Jr. (Balili)
- Balagunan
- Bucana
- Bulacan
- Candiz
- Datu Sailila
- Dionisio Riconalla
- Jose P. Brillantes, Sr. (Old Lituban)
- Latabon
- Makiang
- Malambuhangin
- Malipot
- Manaol
- Mateo Francisco
- Matiag
- New Lituban
- Pangian
- Pisawak
- Poblacion
- S. Cabral
- Santa Maria
- Siay
- Suhaile Arabi
- Tabayo
- Tagaytay
- Tibangao